# Benno Besson

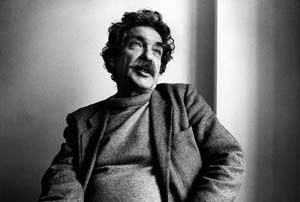
Benno Besson (1983)

Benno Besson (eigentlich: René-Benjamin Besson; * 4. November 1922 in Yverdon; † 23. Februar 2006 in Berlin) war ein Schweizer Schauspieler, Regisseur und Theaterleiter.

## Leben

### Schweiz
Besson war der Sohn eines Lehrerehepaares in der französischsprachigen Schweiz. Er nahm 1942 ersten Schauspielunterricht in Lyon und war seit 1943 Regiemitarbeiter am Schauspielhaus Zürich. Von 1942 bis 1946 studierte er Romanistik und Anglistik in Zürich und Neuenburg NE. Bis 1949 arbeitete er als Übersetzer und nahm Schauspielunterricht am Théâtre Jean-Marie-Serreau in Paris. In der französischen Besatzungszone Deutschlands führte er Bertolt Brechts Die Ausnahme und die Regel sowie Molière-Stücke auf.

### DDR
1947 begegnete er Brecht in Zürich. 1949 wechselte er auf dessen Anregung nach Berlin, arbeitete bis 1958 als Schauspieler, Regieassistent und Regisseur am Berliner Ensemble. Unter Brecht genoss er große Freiheiten und inszenierte mit ihm 1954 Molières Don Juan. Nach Auseinandersetzungen mit Helene Weigel trennte er sich vom Theater am Schiffbauerdamm und ging 1962 als Chefregisseur an das Deutsche Theater. Dort feierte er seinen größten Erfolg mit dem Aristophanischen Frieden in der Nachdichtung von Peter Hacks. Am Abend der Uraufführung am 14. Oktober 1962 wurde der Vorhang während des 45-minütigen Schlussapplauses 16-mal wieder geöffnet. Es folgten gefeierte Inszenierungen der Operette für Schauspieler Die schöne Helena von Peter Hacks nach Jacques Offenbach, der Diktatur-Parabel Der Drache von Jewgeni Schwarz sowie der Gegenwartskomödie Moritz Tassow von Peter Hacks und Oedipus Tyrann von Sophokles.

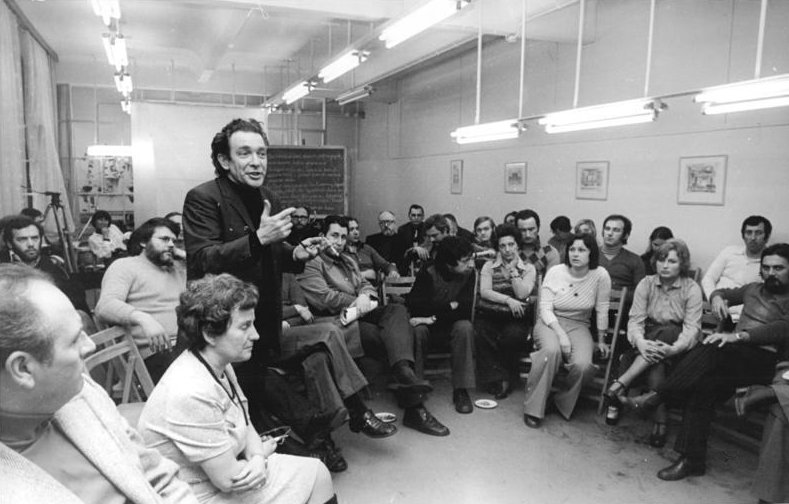
Besson (stehend) bei einer Diskussion über das Lehrstück Die Ausnahme und die Regel von Bertolt Brecht (1976)

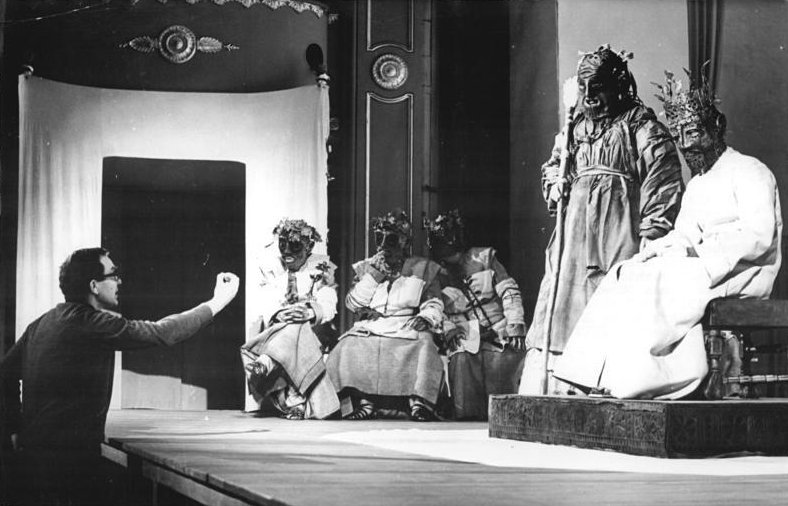
Proben „Oedipus Tyrann“

1969 war er künstlerischer Oberleiter und ab 1974 Intendant der Volksbühne Berlin. Dort inszenierte er Theaterfeste, in denen die Schauspieler sowohl auf der Bühne als auch im Foyer und im Hof auftraten und engagierte junge Regisseure wie Manfred Karge und Matthias Langhoff.

### Westeuropa
Es gab 1977 wegen seiner Spielplangestaltung, insbesondere der Aufnahme von Werken von Heiner Müller, Konflikte mit dem Ministerium für Kultur. Dazu kamen persönliche Gründe. 1978 ging Besson nach Paris. Er betonte rückblickend, dass er das Land nicht aus politischen Gründen verlassen habe. In Frankreich wollte er sich vielmehr seiner verdrängten Muttersprache widmen, denn durch die Arbeit im Deutschen seien Bezüge zu seiner Vergangenheit und Jugend verloren gegangen.
Besson arbeitete fortan als freier Regisseur an Theatern u. a. in Frankreich, in Österreich (Burgtheater), der Schweiz, in Italien und am Schiller-Theater in West-Berlin. Von 1982 bis 1989 war er Leiter der Genfer Comédie und setzte u. a. seine Arbeit als Regisseur des gleichen Stückes in verschiedenen Sprachen (deutsch, französisch, italienisch) fort.
Besson erhielt 1982 die Josef-Kainz-Medaille der Stadt Wien (für Der neue Menoza am Burgtheater) und 1994 den Theaterpreis Molière der Stadt Paris. Nach ihm ist das Théâtre Benno Besson in seinem Geburtsort Yverdon benannt. 2002 wurde er in den Kreis der französischen Ehrenlegion aufgenommen.

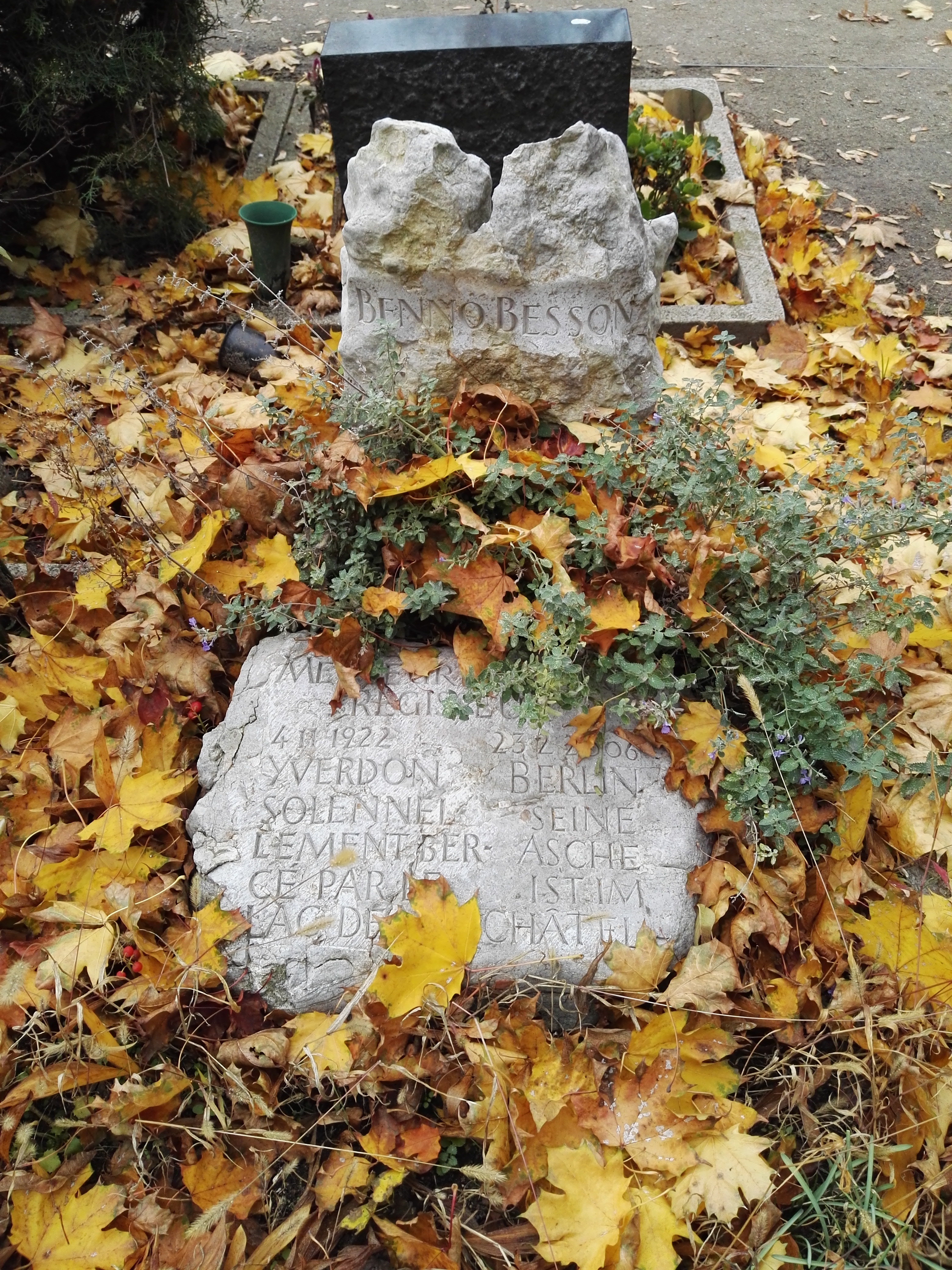
Gedenkstein auf dem Dorotheenstädtischen Friedhof in Berlin-Mitte

Zuletzt arbeitete Besson an einer Aufführung von Sophokles’ König Ödipus an der Comédie-Française in Paris. Er starb mit 83 Jahren nach kurzer schwerer Krankheit in einem Berliner Krankenhaus. Benno Besson bekam eine Seebestattung im Neuenburgersee. Auf dem Friedhof der Dorotheenstädtischen und Friedrichswerderschen Gemeinden in Berlin-Mitte erinnert ein Gedenkstein an ihn.
Zu seinem 100. Geburtstag im Jahr 2022 wurde er mit einer Wanderausstellung gewürdigt. Diese wurde in verschiedenen Schweizer Städten gezeigt, so auch in der Kulturwerkstatt Lokremise in St. Gallen.

### Familie
Besson war in erster Ehe mit Iva Formigoni verheiratet. Aus seiner Beziehung mit der Schauspielerin Sabine Thalbach stammt die Schauspielerin und Regisseurin Katharina Thalbach. Aus seiner dritten Ehe mit Ursula Karusseit stammt der Schauspieler Pierre Besson. Außerdem ist Besson Vater von vier weiteren Kindern, darunter dem Regisseur Philippe Besson aus seiner zweiten Ehe und der Sängerin Madeleine Besson aus seiner dreißigjährigen Verbindung mit Coline Serreau.

## Inszenierungen
- Don Juan oder der steinerne Gast (Molière) Premiere 25. Mai 1952, Volkstheater Rostock
- Der Prozeß der Jeanne d’Arc zu Rouen 1431 (A. Seghers, Brecht, B. Besson) Premiere 23. November 1952, Berliner Ensemble
- Volpone oder der Fuchs (Ben Jonson) Premiere 2. September 1953, Scala Wien
- Don Juan von Molière/Brecht, Berliner Ensemble, Premiere 19. März 1954
- Pauken und Trompeten von Farquhar/Brecht, Berliner Ensemble, 19. September 1955
- Der gute Mensch von Sezuan (Brecht), 6. Januar 1956 Volkstheater Rostock
- Die Tage der Commune (Brecht), 17. November 1956, Städtisches Theater Karl-Marx-Stadt
- Der gute Mensch von Sezuan (Brecht), 5. Oktober 1957, Berliner Ensemble
- Mann ist Mann (Brecht), 18. Juni 1958, Volkstheater Rostock
- Die Dreigroschenoper (Brecht), 10. Mai 1959, Volkstheater Rostock
- Die zwei edlen Herren von Verona (Shakespeare), 1. September 1959, Frankfurt am Main
- Die Holländerbraut von Erwin Strittmatter, 6. Oktober 1960, Deutsches Theater
- Die heilige Johanna der Schlachthöfe (Brecht), 27. Mai 1961, Württembergische Staatstheater Stuttgart
- Die heilige Johanna der Schlachthöfe (Brecht), 10. Dezember 1961, Volkstheater Rostock
- Sainte Jeanne des Abbatoirs (Die heilige Johanna der Schlachthöfe – Brecht), 8. März 1962, Théâtre Municipal de Lausanne
- Der Frieden von Aristophanes/Hacks, Deutsches Theater Berlin, 14. Oktober 1962
- Die zwei edlen Herren von Verona (Shakespeare), 27. März 1963, Deutsches Theater Berlin
- Tartuffe von Molière, Deutsches Theater, 27. März 1963
- Don Giovanni (Don Juan oder …), 1. März 1964, Teatro Bellini, Palermo
- Die schöne Helena von Offenbach/Hacks, Deutsches Theater, 6. November 1964
- Der Drache von Jewgeni Schwarz, Deutsches Theater, 21. März 1965
- Moritz Tassow von Peter Hacks, Volksbühne Berlin, 5. Oktober 1965
- Oedipus Tyrann von Sophokles/Hölderlin/Heiner Müller, Deutsches Theater 31. Januar 1967
- Ein Lorbaß von Horst Salomon, 12. Oktober 1967, Deutsches Theater
- Der Arzt wider Willen von Molière, Volksbühne 1971
- Wie es euch gefällt von Shakespeare, Volksbühne 1975
- Die tragische Geschichte von Hamlet, Prinz von Dänemark von William Shakespeare, Volksbühne 1978 (Bühnenbild, Kostüme: Ezio Toffolutti)
- Der neue Menoza von Jakob Michael Reinhold Lenz, Burgtheater 1982 (Bühnenbild, Kostüme: Ezio Toffolutti; mit Kurt Sowinetz, Annemarie Düringer, Robert Meyer, Romuald Pekny, Elisabeth Orth u. a.)
- Don Juan von Molière, deutsche Fassung von Besson und Heiner Müller, Burgtheater 1986 (Bühnenbild, Kostüme: Ezio Toffolutti; mit Karlheinz Hackl, Kurt Sowinetz, Brigitta Furgler, Oliver Stern, Robert Meyer u. a.)
- Hase Hase von Coline Serreau, Schiller-Theater,  2. Oktober 1992
- Weißalles und Dickedumm von Coline Serreau, Schiller-Theater, 2. Oktober 1993
- Io (Ich – jeder ist sich selbst der Nächste) von Eugène Labiche und Edouard Martin, Teatro di Genova / Teatro della Corte, 13. März 1996 (Bühnenbild/Kostüme: Jean Marc Stehlé)
- Les poubelles boys avec L’ecole des maris (Schule der Männer) von Molière, Théâtre Vidy-Lausanne, 3. Mai 1997 (Bühnenbild/Kostüme: Jean Marc Stehlé)
- Le roi cerf (König Hirsch) nach Carlo Gozzi, Théâtre d’Orléans, Koproduktion CADO und Comédie de Genève, 1. Oktober 1997 (Bühnenbild/Kostüme: Jean Marc Stehlé)
- Die heilige Johanna der Schlachthöfe von Brecht, Schauspielhaus Zürich, 28. Februar 1998

## Filmografie
- 1955: Pauken und Trompeten (TV)
- 1960: Das Stacheltier: Ein deutscher Herr in Paris (Kurzfilm)
- 1971: Der Arzt wider Willen (Theateraufzeichnung)
- 1973: Die Elixiere des Teufels
- 1992: Benno Besson, der fremde Freund – (Orig.) Benno Besson, l’ami étranger (Dokumentarfilm von Philippe Macasdar)
- 2002: Benno Besson (Dokumentarfilm) https://www.plansfixes.ch/films/benno-besson/

## Hörspiele
- 1955: Lieselotte Gilles/Gerhard Düngel: Der Doktor der Armen (Rhilippe, ein junger Franzose) – Regie: Willi Porath (Hörspiel – Rundfunk der DDR)

## Schriften
- Jahre mit Brecht. Herausgegeben von Christa Neubert-Herwig. Theaterkultur-Verlag, Willisau 1990, ISBN 3-908145-17-1.
- Theaterspielen in acht Ländern. Texte – Dokumente – Gespräche. Herausgegeben von Christa Neubert-Herwig, Alexander-Verlag, Berlin 1998, ISBN 3-89581-025-8.
- Jouer en apprenant le monde. En guise de lettre ouverte. (Auswahl seiner Texte in französischer Sprache), übersetzt von Henri Cornaz. Ed. de la Thièle Yverdon, Yverdon-les-Bains 1998, ISBN 2-8283-0036-6.

## Auszeichnungen
- 1965: Nationalpreis der DDR, für Kunst und Literatur 3. Klasse
- 1974: Nationalpreis der DDR, für Kunst und Literatur 2. Klasse
- 1982: Josef-Kainz-Medaille der Stadt Wien
- 1985: Hans-Reinhart-Ring
- 1994: Molière – Nationaler Theaterpreis Frankreichs